# Biegi narciarskie na Mistrzostwach Świata w Narciarstwie Klasycznym 2007 – sztafeta kobiet
Sztafeta kobiet na 4x5 km była jedną z konkurencji XXXIII Mistrzostw Świata w Narciarstwie Klasycznym, zawody odbyły się 1 marca 2007 roku. Tytułu sprzed dwóch lat nie obroniła reprezentacja Norwegii, która w składzie: Vibeke Skofterud, Marit Bjørgen, Kristin Størmer Steira i Astrid Jacobsen zdobyła brązowy medal. Nowymi mistrzyniami świata zostały Finki: Virpi Kuitunen, Aino-Kaisa Saarinen, Riitta-Liisa Roponen i Pirjo Manninen, a drugie miejsce zajęły Niemki: Stefanie Böhler, Viola Bauer, Claudia Nystad i Evi Sachenbacher-Stehle. 

## Rezultaty
| Miejsce | Numer | Państwo           | Zawodniczki                                                                      | Czas                                    | Strata  |
| ------- | ----- | ----------------- | -------------------------------------------------------------------------------- | --------------------------------------- | ------- |
| 01 !    | 7     | Finlandia         | Virpi Kuitunen Aino-Kaisa Saarinen Riitta-Liisa Roponen Pirjo Manninen           | 54:18,6 13:53,0 13:00,6 13:32,0         | —       |
| 02 !    | 2     | Niemcy            | Stefanie Böhler Viola Bauer Claudia Nystad Evi Sachenbacher-Stehle               | 54:30,5 14:47,9 14:07,9 12:53,5 12:41,2 | +11,9   |
| 03 !    | 5     | Norwegia          | Vibeke Skofterud Marit Bjørgen Kristin Størmer Steira Astrid Uhrenholdt Jacobsen | 54:34,3 14:14,9 14:19,9 12:34,0 13:25,5 | +15,7   |
| 4       | 4     | Szwecja           | Anna Dahlberg Lina Andersson Charlotte Kalla Britta Johansson Norgren            | 54:50,3 14:19,3 14:45,0 12:32,3 13:13,7 | +31,7   |
| 5       | 6     | Czechy            | Helena Erbenová Kamila Rajdlová Ivana Janečková Kateřina Neumannová              | 55:02,9 15:01,8 14:21,8 13:11,5 12:27,8 | +44,3   |
| 6       | 3     | Włochy            | Magda Genuin Marianna Longa Sabina Valbusa Arianna Follis                        | 55:14,7 15:01,3 14:21,9 13:11,9 12:39,6 | +56,1   |
| 7       | 1     | Rosja             | Alona Sid´ko Olga Zawjałowa Jewgienija Miedwiediewa Natalja Korostielowa         | 55:39,2 14:53,1 14:21,5 13:20,2 13:04,4 | +1:20,6 |
| 8       | 11    | Japonia           | Madoka Natsumi Masako Ishida Sumiko Yokoyama Nobuko Fukuda                       | 56:21,8 14:33,7 14:29,8 13:28,9 13:49,4 | +2:03,2 |
| 9       | 10    | Szwajcaria        | Seraina Mischol Laurence Rochat Seraina Boner Silvana Bucher                     | 56:39,4 14:18,7 14:44,4 13:57,9 13:38,4 | +2:20,8 |
| 10      | 15    | Chiny             | Man Dandan Li Hongxue Liu Yuanyuan Hou Yuxia                                     | 56:48,2 15:04,4 14:49,2 13:18,1 13:36,5 | +2:29,6 |
| 11      | 12    | Kazachstan        | Jelena Kołomina Jelena Antonowa Oksana Jacka Swietłana Małachowa                 | 56:54,0 14:46,5 15:00,4 13:52,3 13:14,8 | +2:35,4 |
| 12      | 8     | Ukraina           | Łada Nesterenko Maryna Ancybor Wita Jakymczuk Wałentyna Szewczenko               | 57:13,0 14:59,6 15:19,5 13:37,6 13:16,3 | +2:54,4 |
| 13      | 14    | Białoruś          | Alena Sannikawa Ludmiła Szabłouska Wiktoryja Łapacina Wolha Wasilonak            | 57:29,7 15:02,3 15:11,2 13:47,3 13:28,9 | +3:11,1 |
| 14      | 13    | Stany Zjednoczone | Kikkan Randall Laura Valaas Caitlin Compton Sarah Konrad                         | 58:46,7 14:59,1 15:17,6 14:26,1 14:03,9 | +4:28,1 |
| 15      | 16    | Estonia           | Piret Pormeister Tatjana Mannima Kaili Sirge Kristina Šmigun-Vähi                | 59:40,6 15:24,6 15:22,7 14:20,9 14:32,4 | +5:22,0 |
| 16      | 9     | Kanada            | Chandra Crawford Tasha Betcherman Sarah Daitch Daria Gaiazova                    | 59:55,7 15:51,8 15:47,7 14:11,9 14:04,3 | +5:37,1 |